# Cyttariaceae
Cyttariacae es una familia de hongos Ascomicetes. Posee al menos 23 especies y subespecies en la Familia Cyttariaceae.
- Datos: Q8353061
- Multimedia: Cyttariaceae / Q8353061
- Especies: Cyttariaceae